# Герард Доу
Герард Доу (нід. Gerard Dou, 7 квітня 1613, Лейден — 1675) — нідерландський художник часів Золотої доби голландського живопису.

## Життєпис
Походив з родини митців. Його ім'я також пишеться як Герріт, а прізвище — Дау. Спочатку навчався у свого батька Яна Доу (майстра зображення по склу та вітражного скла), потім з 1624 року був учнем Пітера Кловенґорна. У 1627 році поступає на навчання до Рембрандта.
У 1632 році стає незалежним художником. Доволі швидко досяг відомості, відкрив власну майстерню. У 1648 році увійшов до гільдії художників Св. Луки.
Більшу частину життя Доу був процвітаючим і шанованим художником. Його майстерня була повна учнів (Франс ван Міріс Старший, Габріель Метсю), які ще і в XVIII сторіччі продовжували створювати картини в його стилі. Помер у Лейдені 1675 року (поховано 9 лютого).

## Творчість
З усього доробку Г. Доу відомо про 200 картин. Спочатку малював великі картини у стилі Рембрандта. Цей період тривав з 1630 до 1640 року («Портрет літньої жінки, що читає»).
З 1640 року Доу став малювати переважно невеликі жанрові картини, що зображують куховарок, торговок, лікарів, музикантів («Зубний лікар», «Торговка оселедцями»).
Ретельна мініатюрна манера малювання, ефектне освітлення, цікавість сюжетів принесли картинам художника успіх у публіки і довгу (до XIX століття) славу найбільшого майстра голландського побутового жанру.